# Kunreuth
Kunreuth – miejscowość i gmina w Niemczech, w kraju związkowym Bawaria, w rejencji Górna Frankonia, w regionie Oberfranken-West, w powiecie Forchheim, wchodzi w skład wspólnoty administracyjnej Gosberg.
Gmina leży 7 km na południowy wschód od Forchheimu, 15 km na północny wschód od Erlangen i 25 na północ od Norymbergi.

## Dzielnice
W skład gminy wchodzą cztery dzielnice:
- Ermreus
- Kunreuth
- Regensberg
- Weingarts

## Polityka
Wójtem jest Helmut Ulm (otrzymał 84% głosów). Rada gminy składa się z 13 członków:
|      | CSU | SPD | Demokraci | Młodzi Obywatele | Lista Obywatelska Ermreus | Razem     |
| 2002 | 3   | 1   | 6         | 2                | 1                         | 13 miejsc |

## Zabytki i atrakcje
- zamek Regensberg